# Adulf Peter Goop
Adulf Peter Goop (* 23. Februar 1921 in Schellenberg; † 9. März 2011 in Vaduz) war ein Liechtensteiner Rechtsberater, Heimatkundler und Mäzen. Neben seiner beruflichen und forschenden Tätigkeit war er auch als Sammler bekannt. Exemplare seiner Sammlung von Schmuck-Ostereiern sind heute in der Schatzkammer des Liechtensteinischen Landesmuseums zu sehen.

## Leben
Adulf Peter Goop wuchs als eines von acht Kindern des Bauern Andreas Goop und seiner Frau Frieda, geborene Elkuch, in Schellenberg auf. Die Familie lebte in armen Verhältnissen – im Alter von zwei Jahren verstarb sein Vater. Nach der Grundschule musste das Kind mit Gelegenheitsarbeiten Geld verdienen. Ab 1935 konnte er die Realschule in Vaduz besuchen. Dank Arbeit in einem Steinbruch nebenbei konnte er 1938 ans Collegium Marianum Vaduz wechseln und dort einen Handelskurs abschliessen. Von 1939 bis 1940 arbeitete er in Bregenz in einem Notariat, musste die Stelle aber aufgeben, da er den Hitlergruss verweigerte. Ab 1941 war er für den Vaduzer Anwalt Ludwig Marxer in dessen Anwaltskanzlei tätig. Am neuen Ort arbeitete er sich von der Hilfskraft zum Rechtsberater und Treuhänder hoch, 1968 wurde er Partner der Kanzlei.
1947 zog Goop nach Vaduz. Am 17. August 1948 heiratete er Ida Hänggi (* 17. August 1923). Das Paar hatte vier Kinder. 1988 wurde Goop pensioniert, was noch mehr Raum für seinen Schaffensdrang als Heimatkundler liess.

## Wirken als Mäzen und Kulturförderer
Goop hatte sich bald dem Brauchtum, den Traditionen und der Geschichte des Fürstentums verschrieben. So gründete er 1965 die Liechtensteinische Trachtenvereinigung, der er bis 1998 vorstand und zu deren Ehrenpräsident er danach erhoben wurde – mitunter auch wegen seiner Förderung des Vereins. Er verfasste mehrere Bücher und zahlreiche Artikel über die Geschichte und Kultur von Liechtenstein sowie über russische Ostereier. Seine Abhandlung über die Geschichte Liechtensteins gilt als Standardwerk. 1992 begann er mit der Herausgabe der Zeitschrift „EinTracht – Heimat- und Brauchtumspflege – Mitteilungsblatt der Liechtensteinischen Trachtenvereinigung“, für die er bis zu deren Ende federführend war. Goop hat einen Grossteil der Artikel der Zeitschrift, die drei Mal im Jahr publiziert wurde, selber verfasst. Die letzten drei Ausgaben erschienen nach seinem Tod, aber waren schon von ihm mehrheitlich vorbereitet. Er wirkte auch als Fotograf und Grafiker für die Publikation. Die Brauchtumspflege in Liechtenstein geht im Wesentlichen auf Goop zurück.

„Menschen wie Adulf Peter Goop ist es zu verdanken, dass das Gestern nicht vergessen, sondern in das Heute gerettet und somit für das Morgen erhalten wird.“

Adulf Peter Goop war auch in mehreren anderen Vereinen aktiv. Der Liechtensteinische Presseclub, der Liechtensteiner Alpenvereins und der Historische Vereins für das Fürstentum Liechtenstein ernannten ihn zu Ehrenmitgliedern. Über die Jahrzehnte hat er eine grosse Sammlung von heimatkundlichen Objekten aus Liechtenstein bestehend aus Artikeln, Bildern, Büchern, Korrespondenz, eigenen Notizen, Postkarten und Plänen zusammengetragen. Dieses Archiv wurde nach seinem Tod in einem Depot in Triesenberg interessierten Personen zugänglich gemacht. Sein Engagement für die Liechtensteiner Kultur und Gesellschaft erklärte Goop folgendermassen:

„Die EinTracht ist eine Kulturzeitung und soll und will es auch bleiben. Ein wichtiger Teil der Kultur ist aber die Harmonie, die Eintracht im menschlichen Zusammenleben und auch im Staat. Und diese für unsere Heimat zu erhalten, ist der Sinn meines Beitrags.“

Weiter widmete sich Goop dem russischen Maler Eugen Zotow, der von 1938 bis 1953 in Liechtenstein im Exil lebte. Zotow und Goop wurden Freunde, worauf sich der Liechtensteiner vermehrt mit der russischen Kultur auseinanderzusetzen begann. Goop trug rund 150 Werke aus dem Nachlass des Künstlers zusammen und forschte über ihn. 1992 wurde in Vaduz und Mitwirkung von Goop die «Prof. Eugen Zotow-Ivan Miassojedoff-Stiftung» gegründet.
Ein erstes Interesse an der russischen Kultur wurde bei Goop aber schon einige Jahre früher geweckt: Am 3. Mai 1945 waren am Schellenberg fast 400 russische Offiziere der 1. Russische Nationalarmee, ein von Boris Smyslowsky geführter Verband, der mit der deutschen Wehrmacht kollaborierte, nach Liechtenstein geflüchtet, um dort Asyl zu beantragen. Als Pfadfinder führer half Goop bei der Verpflegung der Flüchtlinge. Als Dank wurde ihm am russisch-orthodoxen Osterfest ein Osterei geschenkt. Mit Russland verband ihn zudem eine grosse Lieber zur russischen Literatur und mehrere Reisen in die Sowjetunion.

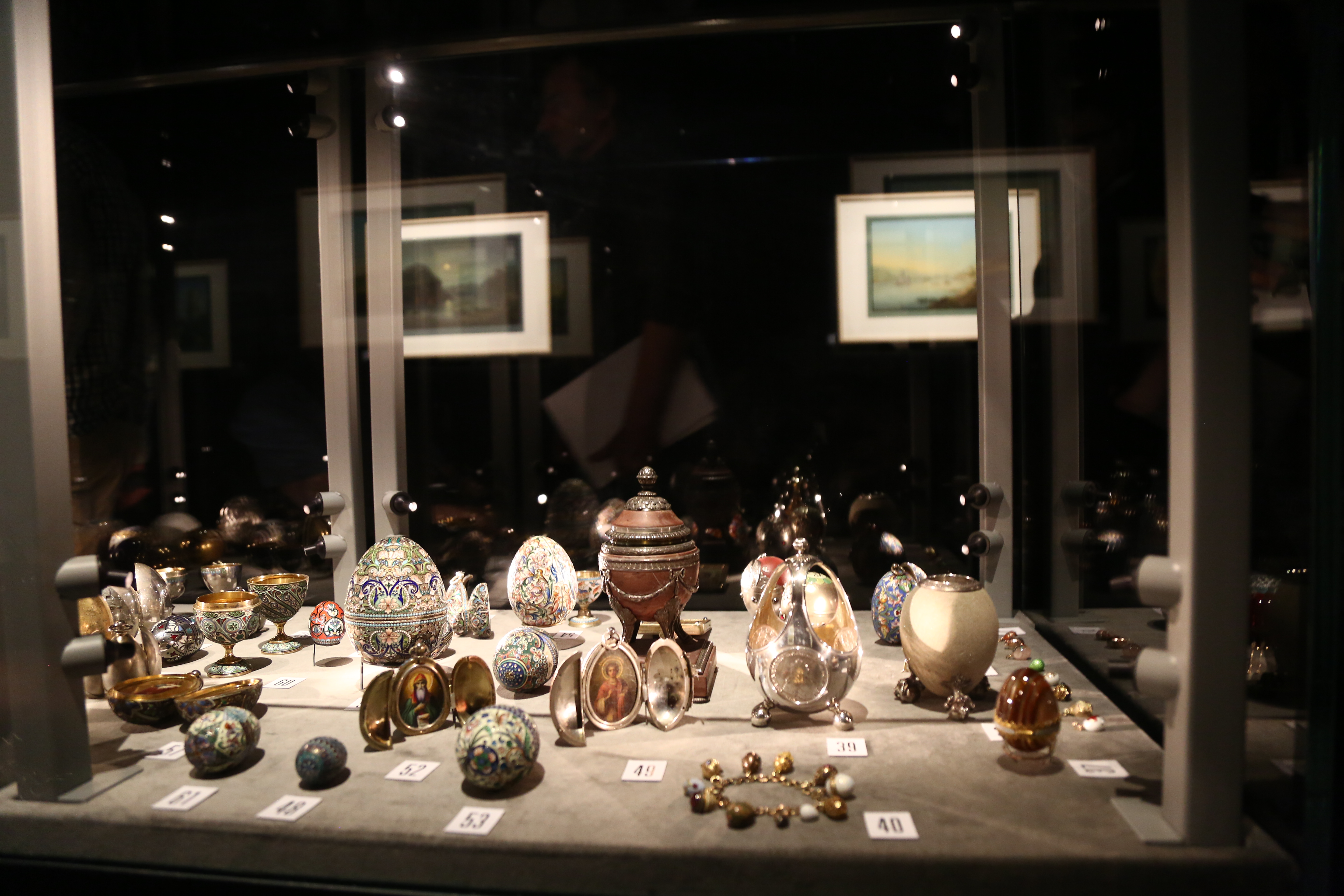
Eine Auswahl von Goops Ostereiern in der Schatzkammer in Vaduz

Im Kontakt mit der orthodoxen Kultur begann sich Goop in den 1970er Jahren, wieder vermehrt mit Ostereiern auseinanderzusetzen. Er wollte diesen Brauch auch in Liechtenstein einführen und begann, um den Frauen des Trachtenvereins Ideen und Vorlagen zu liefern, mit der Anlegung einer Sammlung. Später regte er an, dass ein Liechtensteiner Künstlerin oder Künstler jedes Jahr ein Osterei gestalte, das in kleiner Auflage von einer lokalen Keramikmanufaktur hergestellt wurde. So entstanden von 1988 bis 2012 die «Liechtensteiner Jahreseier».
Neben den Werken von Zotow und Ostereiern aus der ganzen Welt sammelte Goop auch Werke von Liechtensteiner Künstlern wie Josef Seger, Georg Malin, Martin Frommelt, Josef Schädler, Louis Jäger und Evi Kliemand.

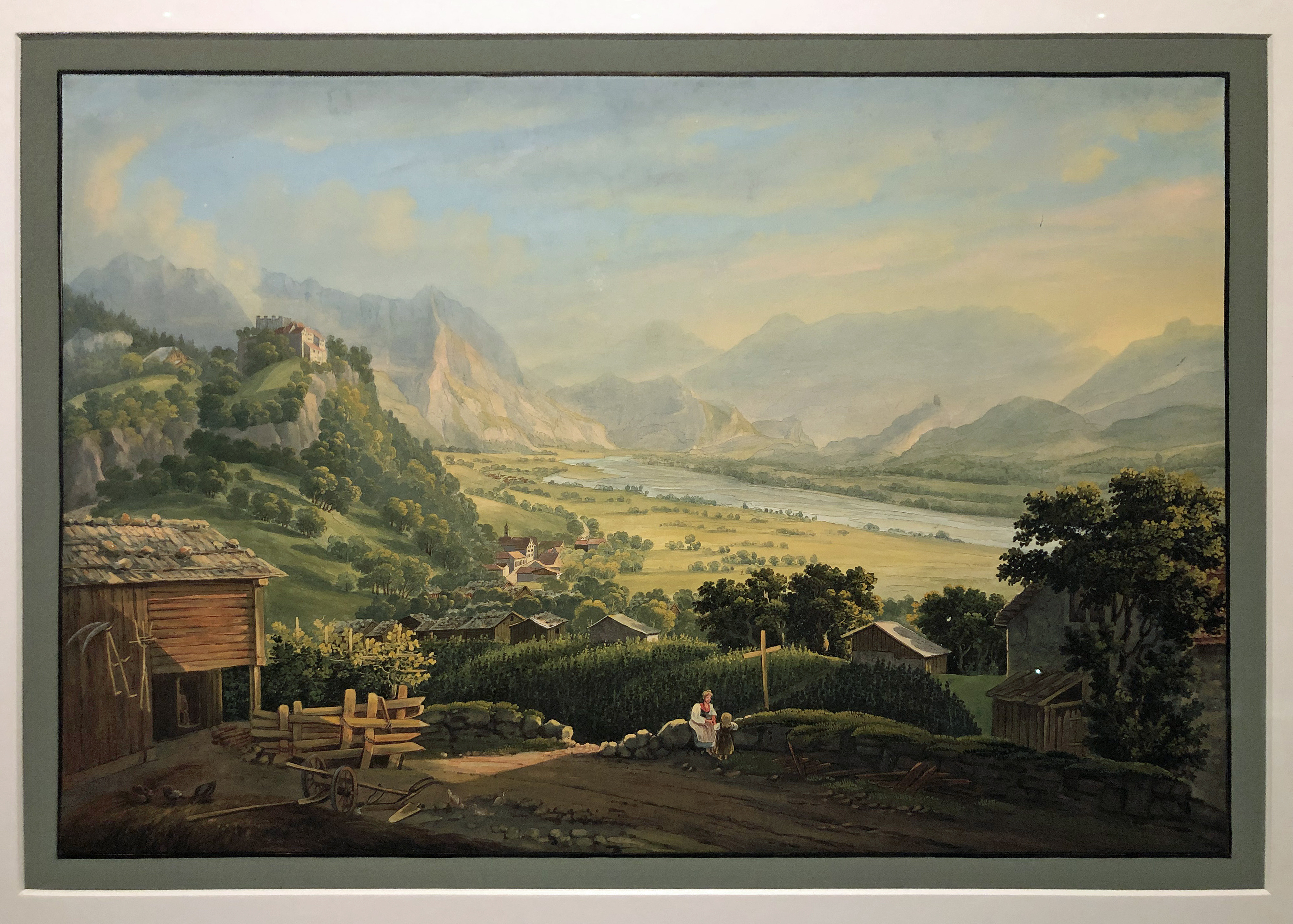
Gouache von Johann Ludwig Bleuler mit Vaduz als Motiv aus der Sammlung von Goop

Im Juni 2010 vermachte Adulf Peter Goop seine Sammlung mit über 4000 Objekten dem Fürstentum. Dazu gehören über 2300 Ostereier – kunstvolle und traditionelle Exemplare aus der ganzen Welt, aber besonders auch rund 130 wertvolle Eier aus der Zarenzeit. Die Sammlung gilt als die umfangreichste Ostereiersammlung der Welt und als die bedeutendste von russischen Ostereiern ausserhalb des Landes. Prunkstücke sind das Apfelblüten-Ei, ein Fabergé-Ei, und mehrere weitere mit Edelsteinen besetzte goldene Eier aus der Werkstatt Fabergés und anderer russischer Juwelengoldschmiede. Ein weiterer bedeutender Teil der Schenkung sind rund 1500 Grafiken, mehrheitlich aus der Region Rheintal, aber auch 77 der 80 Gouachen von Johann Ludwig Bleulers «Grossen Rheinreise».

„Ich habe dem Land Liechtenstein – meiner Heimat – so viel zu verdanken, ich möchte mit dieser Schenkung etwas zurückgeben!“

Die Sammlung Goops ist heute im Liechtensteinischen Landesmuseum ausgestellt. Die wertvollsten Eier und Grafiken von Bleuler sind in der Schatzkammer ausgestellt. Die Eier waren auch schon wiederholt Gegenstand von Sonderausstellungen. Die Werke von Zotow konnten mit dem Nachlass der «Prof. Eugen Zotow-Ivan Miassojedoff-Stiftung», der im Museum aufbewahrt wird, vereinigt werden.

## Werke
- als Herausgeber: Gedächtnisschrift Ludwig Marxer. Schulthess, Zürich 1963.
- mit Peter Marxer: Leitfaden zur Unternehmensgründung in Liechtenstein. Eigenverlag, Vaduz 1968.
- mit Peter Marxer, Walter Kieber: Gesellschaften und Steuern in Liechtenstein. Liechtenstein-Verlag, Vaduz 1982.
- Liechtenstein gestern und heute. Liechtenstein-Verlag, Vaduz 1973, ISBN 3-85789-011-8.
- Brauchtum in Liechtenstein. Liechtensteinische Trachtenvereinigung, Vaduz 1986.
- Das Ei, welch ein wunderbares Ding: Ostereier – Schmuckeier: ein Schau- und Lesebuch. Haupt, Bern 1989, ISBN 3-258-04033-8.
- Liechtensteiner Tracht. In: Terra plana. Nr. 3, 1991, S. 22–25.
- mit Peter Marxer und Walter Kieber: Gesellschaften und Steuern in Liechtenstein: mit einer Darstellung wichtiger Bereiche des liechtensteinischen Rechts. 8. Auflage. Liechtenstein-Verlag, Vaduz 1991, ISBN 3-85789-851-8.
- mit Günther Meier und Daniel Quaderer: Brauchtum Liechtenstein: alte Bräuche und neue Sitten. Alpenland-Verlag, Schaan 2005, ISBN 3-905437-09-0.